# 10-я отдельная армия ПВО
10-я отдельная Краснознамённая армия ПВО (10 ОА ПВО) — оперативное объединение Войск противовоздушной обороны СССР.

## История организационного строительства
Армия берёт своё начало от сформированного в 1954 году Беломорского корпуса ПВО Северного военного округа (командир корпуса дважды Герой Советского Союза генерал-майор авиации Покрышев Пётр Афанасьевич):
- Беломорский корпус ПВО (с 1954 г.)[1];
- Северная армия ПВО (с 17.06.1958 г.)[2];
- 10-я отдельная армия ПВО (с 24.03.1960 г.)[2];
- 10-я отдельная Краснознамённая армия ПВО (с 30.04.1975 г.)[3];
- войсковая часть 41137.

### Северная армия ПВО
Для прикрытия Европейского Севера в 1958 году на базе Беломорского корпуса ПВО была сформирована Северная армия ПВО в соответствии с директивой Главного штаба Войск ПВО от 17 июня 1958 года. Создано её управление. В состав новой армии вошли:
- Северный корпус ПВО (г. Североморск), включающий:
  - 91-я истребительная авиационная дивизия;
  - 216-я истребительная авиационная дивизия (пос. Васьково);
  - зенитные артиллерийские полки;
  - радиотехнические полки;
- Полярная дивизия ПВО (пос. Белушья Губа);
- части непосредственного подчинения армии;
- 34-й узел связи.

В 1959 году в состав Северного корпуса ПВО принят гвардейский зенитно-артиллерийский полк, впоследствии — зенитно-ракетная бригада (п-ов Рыбачий). В 1960 году из Одесского корпуса ПВО передислоцирован в Архангельскую область зенитно-ракетный полк (преобразованный в бригаду) с управлением в г. Мирном. Для усиления истребительной авиации армии из ВВС Северного флота передан 524-й истребительный авиационный полк на самолётах Як-25 и перебазирован на аэродром Летнеозерский Плесецкого района.
24 марта 1960 года Главнокомандующим Войсками ПВО страны принято решение о преобразовании Северной армии в 10-ю отдельную армию ПВО. Управлениям соединений также присвоены общевойсковые номера:
- Северный корпус ПВО — 21-й корпус ПВО;
- Полярная дивизия ПВО — 4-я дивизия ПВО.

Расформировано управление 91-й истребительной авиационной дивизии. В ноябре 1960 года управление 216-й истребительно-авиационной дивизии переформировано в управление 23-й дивизии ПВО. В 1961 году на базе управления 26-й истребительной авиационной дивизии формируется управление 5-й дивизии ПВО (г. Петрозаводск). В состав дивизии вошёл 33-й зенитно-ракетный полк (п. Вилга), сформированный на базе 86-го отдельного артиллерийского дивизиона, передислоцированного из Германии.
Процесс формирования армии в основном был завершён к 1962 году. К этому времени в её состав армии входили:
- корпус ПВО,
- 3 дивизии ПВО,
- 10 зенитно-ракетных частей,
- 9 истребительных авиационных полков,
- 1 радиотехническая бригада,
- 6 радиотехнических полков,
- отдельная транспортная авиационная эскадрилья,
- 2 инженерно-аэродромных батальона,
- 5 узлов связи,
- части обеспечения.

## Зона ответственности армии
Зона ответственности армии простиралась от границы с Финляндией и Норвегией на Западе до полярного Урала на Востоке, от Земли Франца-Иосифа, Новой Земли, побережья полярных морей на Севере до центральных областей на юге. Более 60 % подразделений и частей армии дислоцировались за полярным кругом, а остальные в северных районах. В основном это малонаселённые или безлюдные районы, со слабо развитой системой коммуникаций, где основными транспортными средствами являлись авиация, морской и речной флот. Сложные климатические и погодные условия, продолжительная полярная ночь и полярный день, сильные морозы и метели создавали существенные трудности.

## Формирование армии
10-я отдельная армия ПВО формировалась два раза:
- первый раз 24 марта 1960 года на базе переформированной Северной армии ПВО. В состав армии были включены Кольский корпус ПВО, Петрозаводская, Архангельская и Новоземельская дивизии ПВО.
- второй раз — в апреле 1986 года после расформирования в апреле 1980 года.

## Расформирование армии
- первый раз 10-я отдельная Краснознамённая армия ПВО была расформирована в апреле 1980 года,
- второй раз — после вхождения в состав ВС России в связи с проводимыми реформами 1 декабря 1994 года.

## Боевой состав армии

### 1962 год
- управление, штаб, командный пункт (Архангельск);
- 21-й корпус ПВО (Североморск, Мурманская область);
- 4-я дивизия ПВО (Белушья Губа, Новая Земля);
- 5-я дивизия ПВО (Петрозаводск, Карельская АССР);
- 23-я дивизия ПВО (п. Васьково, Архангельская область);

Без изменений до апреля 1980 года.

### 1988 год
- управление, штаб, командный пункт (Архангельск);
- 21-й корпус ПВО(Североморск, Мурманская область);
- 4-я дивизия ПВО (Белушья Губа, Новая Земля);
- 5-я дивизия ПВО (Петрозаводск, Карельская АССР);
- 23-я дивизия ПВО (п. Васьково, Архангельская область);

Изменения в составе:
- 5-я дивизия ПВО (Петрозаводск, Карельская АССР) — расформирована в июне 1989 года;
- 23-я дивизия ПВО переименована в 1993 году в 22-й корпус ПВО (расформирован в декабре 1994 года).

## Командующие армией
- генерал-лейтенант авиации Николай Тимофеевич Петрухин, 04.1960 — 12.1961
- генерал-лейтенант Фёдор Акимович Олифиров, 12.1961 — 07.1966
- генерал-лейтенант Фёдор Михайлович Бондаренко, 07.1966 — 1968
- генерал-полковник Николай Дмитриевич Гулаев, 1968—1974
- генерал-полковник Владимир Сергеевич Дмитриев, 1974—1979
- генерал-полковник Юрий Александрович Горьков, 1979—1983
- генерал-лейтенант Семён Яковлевич Тимохин, 1983—1987
- генерал-лейтенант Владимир Алексеевич Побединский, 1987—1990
- генерал-лейтенант Юрий А. Александров, 1990 — 12.1992
- генерал-полковник авиации Геннадий Борисович Васильев, 12.1992 — 12.1994

## Награды
За большой вклад в дело укрепления обороны страны и достигнутые успехи в боевой и политической подготовке Указом Президиума Верховного Совета СССР от 30 апреля 1975 года армия награждена орденом Красного Знамени.
За высокие показатели в боевой и политической подготовке, отличия при выполнении заданий правительства и министра обороны награждены Вымпелом Министра обороны СССР «За мужество и воинскую доблесть»:
- 72-й гвардейский истребительный авиационный полк;
- 174-й гвардейский истребительный авиационный полк ПВО
- 146-я зенитная ракетная бригада;
- 406-й зенитный ракетный полк;
- 864-й зенитный ракетный полк;
- 18-й радиотехнический полк.

За высокие показатели в боевой и политической подготовке, отличия при выполнении заданий правительства и министра обороны награждены памятными знамёнами ЦК КПСС, Президиума Верховного Совета СССР и Совета Министров СССР:
- 431-й истребительный авиационный полк;
- 406-й зенитный ракетный полк;
- 5-я радиотехническая бригада.

В честь 50-летия образования СССР в 1972 году награждались юбилейными памятными вымпелами ЦК КПСС, Президиума Верховного Совета СССР и Совета Министров СССР:
- 39-я зенитная ракетная бригада;
- 72-й гвардейский истребительный авиационный полк;
- 8-й радиотехнический полк.

В 1970 году Ленинской юбилейной почётной грамотой награждены:
- 5-я дивизия ПВО;
- 518-й истребительный авиационный полк;
- 42-я зенитная ракетная бригада;
- 3-й радиотехнический полк.

## Дислокация армии
- штаб армии — Архангельск;
- части и соединения —

## Инциденты
- 1 июля 1960 года лётчик-истребитель гвардии капитан В. Поляков на самолёте МиГ-19 сбил нарушивший государственную воздушную границу американский самолёт-разведчик Boeing B-47 Stratojet в районе мыса Святой Нос, за что был награждён орденом Красного Знамени.
- 20 апреля 1978 года лётчик 431-го гвардейского Краснознамённого истребительного авиационного полка гвардии капитан А. Босов сбил над территорией СССР южнокорейский пассажирский самолёт «Боинг-707».